# Monsieur Pabo
Monsieur Pabo est un personnage de bandes dessinées créé au début des années 1990 par Fred Andrieu et Pierre Druilhe pour les fanzines Le Nouvel Os, Actes de Vengeance et La Pieuvre. Durant toute la décennie il sera le héros principal du magazine Ferraille publié par les Requins Marteaux.

## Premiers pas
À sa création Monsieur Pabo vit ses aventures sous forme de gags en une planche de 4 ou 6 cases.
Cette première mouture sera rééditée par la suite dans les DT Comix, collection anthologique regroupant les séries de jeunesse de Pierre Druilhe.
Ce Monsieur Pabo première version est une sorte de psychopathe qui s'exprime par des grognements.
La trame des gags est toujours la même. Monsieur Pabo croit toujours faire le bien autour de lui, mais ses tentatives se transforment toujours en fiasco et il se retrouve systématiquement à la fin de chaque planche enfermé en prison sans comprendre ce qui lui arrive.

## Les débuts chez les Requins Marteaux
En 1994 les Requins Marteaux désireux de lancer une nouvelle collection publient Panique à l'Ile aux Cranes sous le label « Carrément ». C'est la première longue aventure de Monsieur Pabo. C'est dans cet album qu'apparaissent, Ricou et Bigou les deux neveux du héros, le Professeur Pompidou ainsi que Michelle la Prêtresse du Lucane Rouge véritable génie du Mal mais qui va vite trouver le chemin de la rédemption à force de côtoyer Monsieur Pabo et tous ses crétins d'amis…

## Les années Ferraille
En 1996 la revue trimestrielle Ferraille est lancée dans tous les kiosques de France par les Requins Marteaux.
Dès le premier numéro, Monsieur Pabo de Fred Andrieu et Pierre Druilhe s'installe à Limace-Ville et s'impose comme le fer de lance du magazine. Au fil des épisodes l'univers du personnage s'étoffe et de nombreuses séries spin off font leur apparition : Les rendez-vous de la Science du Professeur Pompidou de Fred Andrieu et Moolinex, Ricou et Bigou par Guillaume Bouzard puis par Fifi, Michelle la Prêtresse du Lucane Rouge par Fred Andrieu et Olivier Besseron, le Professeur Pompidou par Matthias Lehmann, les strips de Monsieur Pabo par Tom Pouce ou encore Elvis Pujol par Marc Pichelin et David Vandermeulen…

## Les albums chez les Requins Marteaux
Monsieur Pabo (Fred Andrieu et Pierre Druilhe)
- Panique à l'Ile aux Cranes 1994
- Monsieur Pabo au Far West 1996
- « Ultra Punch »(Archive.org • Wikiwix • Archive.is • Google • Que faire ?) 1999
- « Les 1001 Robots de Pompidou »(Archive.org • Wikiwix • Archive.is • Google • Que faire ?) 2002
- « Les Artistes de l'Aventure »(Archive.org • Wikiwix • Archive.is • Google • Que faire ?) 2003
- Monsieur Pabo - Intégral  2012

Ricou et Bigou
- Ricou et Bigou (Guillaume Bouzard 2002)
- Les Nouvelles Aventures de Ricou et Bigou (Fifi 2004)

## Le Monsieur Pabo de Winshluss et Pierre Druilhe
C'est Winshluss qui succède à Fred Andrieu en tant que scénariste pour les nouvelles aventures du personnage toujours aux côtés de Pierre Druilhe pour une histoire à suivre publiée dans Ferraille Illustré à partir de 2002. Cette histoire, la première en couleur est restée inachevée et est donc à ce jour toujours inédite en album.

## Expositions
À partir de 1998, une expo-tribute entièrement consacrée au personnage et regroupant la fine fleur des dessinateurs a sillonné les routes du monde entier en prêchant la bonne parole du bon goût Universel...

## Dans Ferraille
- Monsieur Pabo contre le Lucane Rouge : Ferraille 1 (1996)
- Rififi à Limace-Ville : Ferraille 2 (1996)
- Le Super Secret de Pompidou : Ferraille 3 (1997)
- La Banquise de l'Effroi : Ferraille 4 (1997)
- Belote et Rebelote : Ferraille 5 (1997)
- Un Cochon qui vaut de l'Or : Ferraille 6 (1997)
- Maxi Cabanou pour Pompidou : Ferraille 7 (1998)
- Carton Jaune pour la Mort : Ferraille 8 (1998)
- Monsieur Pabo Color : Ferraille 9 (1998)
- Sous l'Emprise des Robots : Ferraille 10 (1998)
- Objectif Moscou : Ferraille 11 (1999)
- Pabo Color : Ferraille 12 (1999)
- La Mort de Monsieur Pabo : Ferraille 13 (1999)
- Artmania sur Limace-Ville : Ferraille 14(2000)
- L'Arbitre de l'Art : Ferraille 15 (2000)
- Art Brut pour Art...Brutis ! : Ferraille 16 (2000)
- Le Renard des Arts : Ferraille 17 (2001)
- Esthète de l'Art ou Esthète de Cochon ? : Ferraille 18 (2001)
- Le Jour des Éléphants : Ferraille 19 (2001)
- Monsieur Pabo à Barcelone : Ferraille 20 (2001) (Druilhe scénario et dessins pour cet épisode)